# Juárez (Nuevo León)
Juárez è un comune del Messico, situato nello stato di Nuevo León, il cui capoluogo è Ciudad Benito Juárez.